# 橫衝直撞20歲 (第二季)
《横冲直撞20岁》第二季是由腾讯视频推出的女团个人成长青春札记，共22集。节目通过火箭少女101邀请队友一同回到各自熟悉的成长环境中，并且完成与成长相关的三件小事，让女团成员相互读懂彼此，成为更好的朋友，也让个体回溯初⼼、思考未来。整季节目分为春日篇与夏日篇两次播出。

## 播出
| 播出                        | 頻道     | 播映日期                      | 播出時間      | 備註           |
| 春日篇                      | 騰訊視頻 | 2020年3月15日 - 2020年4月12日 | 每週日晚上8點 | 會員提前看下集 |
| 夏日篇                      | 騰訊視頻 | 2020年5月17日 - 2020年6月21日 | 每週日晚上8點 | 會員提前看下集 |
| 很高興一起吃 （會員特約版） | 騰訊視頻 | 2020年3月15日 - 2020年6月22日 | 每週一晚上8点 | 會員獨享       |

## 春日篇
| 期數 | 播出日期      | 成員家鄉 | 錄製地點        | 主题                                             | 與成員一起完成的三件事                                                                                             | 備註                                            |
| 1    | 2020年3月15日 | 泰國曼谷 | 泰國曼谷        | Sunnee篇: 在爱里长大的人，更有追寻梦想的勇气     | K歌：唱比赛曾经唱过的歌 做髮型：編小辮 甜甜圈:泰國海邊玩"甜甜圈"气垫船和香蕉船                                     |                                                 |
| 2    | 2020年3月22日 | 泰國曼谷 | 泰國曼谷        | 李紫婷篇: 青春里的错过与遗憾，因为遇见你们而完满 | 重走放学路: 逛放学常經過卻没去过的小吃街 重返15岁: 弥补没去成的毕业派对 一起去冒险: 去游乐园玩                     |                                                 |
| 3    | 2020年3月29日 | 海南海口 | 海口 蜈支洲島   | 吳宣仪篇: 是笑容的光，點亮成長的舞台             | 探索新世界: 海南蜈支洲岛坐游轮，潛水 小小摩托車: 电玩城玩電玩 紅色娘子軍: 去小时候的舞团學習民族舞                 |                                                 |
| 4    | 2020年4月5日  | 浙江武義 | 浙江武義        | 徐夢潔篇: 在愛裡折射出彩虹，在平常中看見珍貴     | 做媽媽的伴舞: 陪妈妈跳廣場舞 一日店長: 經營根建冷飲油炸 给爸爸妈妈的一餐：自己动手为父母做一顿烧烤                 | 紫寧缺席本站行程 段奧娟、賴美雲缺席部分本站行程 |
| 5    | 2020年4月12日 | 江蘇大豐 | 上海 浙江天台山 | 楊超越篇: 青春沒有標準答案，成長的每一步都算數   | 去上海吃“大餐”: 体验在便利店吃饭的生活 夜遊上海灘: 换装，夜间坐游轮游览黄浦江 “尋靜”24小時：天台山体验一天禅境生活 |                                                 |

## 夏日篇
| 期數 | 播出日期      | 成員家鄉 | 錄製地點  | 主题                                         | 與成員一起完成的三件事 | 備註 |
| 1    | 2020年5月17日 | 廣東英德 | 英德 深圳 | Yamy篇: 追夢是甜蜜的負擔，但我願意           | 開台：打麻将，抓鸡 泡湯：泡温泉，畅聊互相的心事 魔鏡魔鏡：拍攝婚紗閨蜜照                                                  |      |
| 2    | 2020年5月24日 | 廣東深圳 | 深圳      | 賴美雲篇: 讓愛陪伴你，大膽馳騁你的藍天       | “發射火箭”：放飞写有愿望的火箭少女101专属风筝 變聲：配音動畫片《葫芦兄弟》 开演唱会：在小时候的合唱团合唱卡农版《卡路里》 |      |
| 3    | 2020年5月31日 | 四川成都 | 成都      | 張紫寧篇: 那些說不出口的話，都寫在歌裡啦     | 看最牛的表演：紫寧家人表演 體驗最酷的表演：体验成都的Live House演出 感受成都：火鍋局，紫寧彈唱《十一》                    |      |
| 4    | 2020年6月7日  | 四川德陽 | 德陽      | 段奥娟篇: 陪伴積攢的力量，讓我勇敢獨自去闖   | 追风：体验骑自行车 暖风：一起表演舞台给爷爷看 迎风：在湖中小岛上宿营，看恐怖片                                            |      |
| 5    | 2020年6月14日 | 湖南邵陽 | 邵東      | 傅菁篇: 好朋友是童年遊戲，也是大朋友的時光機 | 寻宝：让大家找在民宿藏的童年零食 童年游戏：玩跳皮筋，一二三木头人等游戏 玩泥巴：在泥地捉泥鳅                              |      |
| 6    | 2020年6月21日 | 河南洛陽 | 洛陽      | 孟美岐篇: 帶上你們給的力量，去未來橫衝直撞   | 吃洛阳最好吃的美食：在米线店吃米线 做回小孩子：看小时候最爱看的动畫片 见我的好朋友：给以前的舞蹈老师跳最早学会的舞        |      |

## 外部連結
- 《横冲直撞20岁》官方微博 （页面存档备份，存于）
- 《横冲直撞20岁 第2季》騰訊視頻 （页面存档备份，存于）